# تی‌ای‌ام‌ئی
تی‌ای‌ام‌ئی (به انگلیسی: TAME) یک شرکت هواپیمایی با کد یاتا EQ است که در ۱۹۶۲ میلادی تأسیس شده‌است. دفتر مرکزی تی‌ای‌ام‌ئی در کیتو، اکوادور واقع شده‌است و به ۲۵ مقصد، پرواز انجام می‌دهد.